# Gerhard Ludwig Goebel
Gerhard Ludwig Goebel (Scheuerfeld, 1º dicembre 1933 – Kirchen, 4 novembre 2006) è stato un vescovo cattolico tedesco.

## Biografia
Monsignor Gerhard Ludwig Goebel nacque a Scheuerfeld il 1º dicembre 1933.

### Formazione e ministero sacerdotale
Nel 1954 entrò come novizio nei Missionari della Sacra Famiglia. L'8 settembre 1955 emise la prima e nel 1958 la professione perpetua.
Il 3 luglio 1960 fu ordinato presbitero. Nel 1962 si trasferì in Norvegia dove prestò servizio come vicario parrocchiale e insegnante a Tromsø dal 1962 al 1965; parroco della parrocchia di San Michele a Hammerfest, nell'estremo nord del paese, dal 1965 al 1970; parroco della procattedrale di Nostra Signora a Tromsø dal 1970 al 31 marzo 1979 e amministratore apostolico della prelatura territoriale di Tromsø dal 1977 alla nomina a vescovo. Il 28 marzo 1979 per effetto della bolla Qui volente di papa Giovanni Paolo II il vicariato apostolico venne elevato a prelatura territoriale e assunse il nome attuale.

### Ministero episcopale
Il 29 marzo 1979 papa Giovanni Paolo II lo nominò prelato di Tromsø, la diocesi più settentrionale del mondo, che si estende dal circolo polare artico fino a Spitsbergen. Ricevette l'ordinazione episcopale il 27 maggio successivo nella basilica di San Pietro in Vaticano dallo stesso pontefice, coconsacranti gli arcivescovi Duraisamy Simon Lourdusamy, segretario della Congregazione per l'evangelizzazione dei popoli, ed Eduardo Martínez Somalo, sostituto per gli affari generali della Segreteria di Stato. Prese possesso della prelatura il 10 giugno successivo.
Durante il suo episcopato furono create due nuove chiese (a Narvik e Mosjøen), il monastero di Tromsø, il monastero cistercense di Storfjord, vicino a Stamsund, nelle isole Lofoten, e due cappelle.
Il momento saliente del suo episcopato fu la visita del papa a Tromsø del giugno del 1989. Il suo soprannome era "vescovo polare".

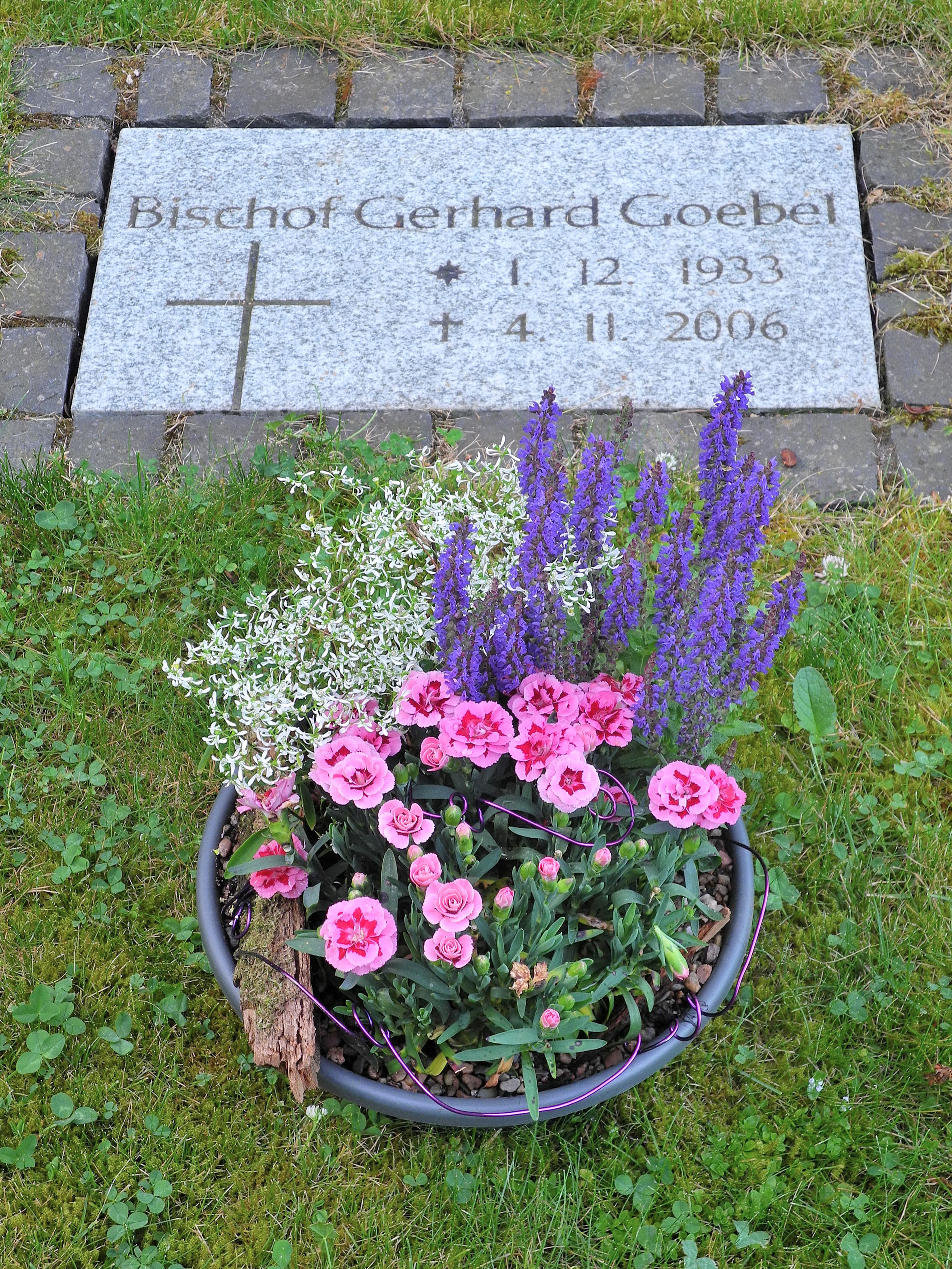
La tomba del Mons. Gerhard Ludwig Goebel MSF si trova nel cimitero dei Missionari della Sacra Famiglia a Betzdorf/Sieg (Germania).

Morì all'ospedale di Kirchen (Germania) il 4 novembre 2006 all'età di 72 anni. È sepolto nel cimitero dei Missionari della Sacra Famiglia a Betzdorf/Sieg (Germania).

## Genealogia episcopale
La genealogia episcopale è:
- Cardinale Scipione Rebiba
- Cardinale Giulio Antonio Santori
- Cardinale Girolamo Bernerio, O.P.
- Arcivescovo Galeazzo Sanvitale
- Cardinale Ludovico Ludovisi
- Cardinale Luigi Caetani
- Cardinale Ulderico Carpegna
- Cardinale Paluzzo Paluzzi Altieri degli Albertoni
- Papa Benedetto XIII
- Papa Benedetto XIV
- Papa Clemente XIII
- Cardinale Enrico Benedetto Stuart
- Papa Leone XII
- Cardinale Chiarissimo Falconieri Mellini
- Cardinale Camillo Di Pietro
- Cardinale Mieczysław Halka Ledóchowski
- Cardinale Jan Maurycy Paweł Puzyna de Kosielsko
- Arcivescovo Józef Bilczewski
- Arcivescovo Bolesław Twardowski
- Arcivescovo Eugeniusz Baziak
- Papa Giovanni Paolo II
- Vescovo Gerhard Ludwig Goebel, M.S.F.